# NGC 6616
NGC 6616 é uma galáxia espiral (Sab) localizada na direcção da constelação de Hercules. Possui uma declinação de +22° 14' 16" e uma ascensão recta de 18 horas, 17 minutos e 41,0 segundos.
A galáxia NGC 6616 foi descoberta em 12 de Julho de 1885 por Lewis A. Swift.